# 7 Dywizja Piechoty (Biali)
7 Dywizja Piechoty Sił Zbrojnych Południa Rosji (ros. 7-я пехотная дивизия ВСЮР) – związek taktyczny Sił Zbrojnych Południa Rosji podczas wojny domowej w Rosji
Od października 1918 r. w Odessie była formowana Samodzielna Brygada Armii Ochotniczej pod dowództwem gen. mjr. Nikołaja S. Timanowskiego. Rozkazem z 27 stycznia 1919 r. głównodowodzącego Siłami Zbrojnymi Południa Rosji gen. Antona I. Denikina przemianowano ją na Samodzielną Odeską Brygadę Strzelecką. Liczyła wówczas ok. 6 tys. żołnierzy. Brygada wbrew rozkazom francuskiego dowództwa wojsk interwencyjnych zajęła rejon Oczakowa. Na pocz. kwietnia 1919 r., po ewakuacji z Odessy, w kierunku której zmierzały już czerwone oddziały pod dowództwem Matwieja Grigorjewa, przeszła do Rumunii do Tulczy, gdzie stacjonowały francuskie wojska interwencyjne i oddziały rumuńskiej armii. Francuzi kazali Rumunom rozbroić rosyjską brygadę, na co gen. N. S. Timanowski rozkazał odpowiedzieć ogniem. Zmuszeni zniszczyć ciężki sprzęt wojskowy Rosjanie przeszli na stację kolejową Bugaz, skąd zostali przetransportowani do Noworosyjska. Stamtąd przeszli do Rostowa nad Donem. W skład brygady wchodził wówczas mieszany pułk z 15 Dywizji Piechoty, 42 Jakucki Pułk Piechoty, Pułk Strzelecki, Mieszany Pułk Kawalerii i IV Strzelecka Brygada Artylerii. W poł. maja 1919 r. brygadę przerzucono na Donbas w celu wsparcia oddziałów II Korpusu Armijnego Armii Ochotniczej w końcowej fazie bitwy o kontrolę nad regionem zagłębia węglowego.
Rozkazem z 18 maja 1919 r. gen. A. I. Denikina Brygada została przeorganizowana w 7 Dywizję Piechoty. 13 czerwca na jej czele stanął gen. lejt. Nikołaj E. Bredow. Szefem sztabu został płk Gieorgij A. Ewert, a następnie gen. mjr Borys A. Sztejfon. Na czerwcu i na pocz. lipca dywizja uczestniczyła w ciężkich walkach o Carycyn, zaś – po zdobyciu miasta 4 lipca – przeszła do stanicy Łozowa. 8 lipca rozkazem gen. A. I. Denikina weszła w skład nowo sformowanego Oddziału Połtawskiego gen. lejt. Michaiła N. Kalnickiego, działającego wzdłuż linii kolejowej stanica Łozowa-Połtawa. W ciągu lipca – września 1919 r. wojska Oddziału Połtawskiego zajęły Konstantynograd, Połtawę, Myrhorod, Łubnie, Perejasław, Kijów, Kozielsk, Czernihów. W listopadzie 7 Dywizja Piechoty Oddziału Połtawskiego weszła w skład Kijowskiej Grupy Wojsk, oddzielonej od reszty oddziałów Armii Ochotniczej i zmuszonej do wycofania się w rejon Odessy.
24 stycznia 1920 r. 7 Dywizja Piechoty znalazła się w składzie Samodzielnej Rosyjskiej Armii Ochotniczej gen. lejt. N. E. Bredowa. Po opuszczeniu Odessy 27 stycznia, skierowała się ku rumuńskiej granicy, aby przejść przez Dniestr do Rumunii. Kiedy władze rumuńskie nie zgodziły się na to, wzięła udział w tzw. Marszu Bredowskim ku Podolu, zajętym przez polskie wojska. Po dotarciu na miejsce 12 lutego, oddziały gen. lejt. N. E. Bredowa przez 2 tygodnie obsadzały linię frontu, po czym zostały rozbrojone i internowane w Polsce. Tam 2 marca rozkazem gen. N. E. Bredowa jego wojska zostały przeorganizowane. 7 Dywizję Piechoty rozformowano, zaś jej oddziały zasiliły 4 Dywizję Piechoty. Oficerowie dowództwa i sztabu dywizji przeszli do dowództwa armii.